# 王汝述
王汝述（1515年—？），字朝明，號西峰，浙江金華府金華縣人，民籍，明朝政治人物。

## 生平
嘉靖二十五年（1546年）丙午科浙江鄉試第二名舉人。嘉靖二十九年（1550年）中式庚戌科會試第一百九十二名，三甲第一百五十四名進士。授吉水县知县。官至貴州右參議，思仁分巡道。

## 家族
曾祖王克厚；祖父王琨，封刑部主事；父王銓，按察司僉事。嫡母朱氏（封安人）；生母黃氏。慈侍下。